# 飯田祐基
飯田 祐基（いいだ ゆうき、1992年3月11日 - ）は、日本の起業家、経営者。血液型はO型。愛知県生まれ。

## 概要
学生時代からインターネットラジオやニコニコ生放送の配信者として活動。
2015年に22歳で株式会社ライバー（旧株式会社テクサ）を設立し、YouTuberやインフルエンサーが職業になっていなかった時代にインフルエンサーマーケティング市場を1から切り開き牽引していく。2019年にはインフルエンサーマーケティング初のビジネス書である『確実に拡散するしくみ-インフルエンサーマーケティングの基本がわかる本』を上梓。
2022年に株式会社ライバー取締役会長を辞任し、株式会社EGG、株式会社飯田屋を設立、その他にも4社の主要株主として活動していた。株式会社EGGは上場企業への売却が完了し、M&Aが成立した。
2023年以降は、ヒカルとタッグを組み、株式会社これからミステリー を設立し、
日本のマーダーミステリー市場の拡大、新たなエンタメ文化の創造を目指して活動している。
マーダーミステリーのスマートフォン向けゲームアプリ『これミスアプリ』、マーダーミステリー専門店、パッケージ作品の販売、プレイ動画配信、舞台公演、検索サイト『マダミスch』など多角的に展開している。

## 経歴

### 生い立ち
裕福で厳格な家庭環境に育った。家族構成は父、母、妹の4人。父親は医療系企業の経営者であり、幼少期から会社を継ぐようにと期待されていた。しかし、様々な景色を見てみたいという願望と、お笑い芸人やタレントになりたいという夢を抱いていた。
中学受験を経て、名古屋中学校・高等学校へ進学した。学校の成績はトップクラスで自分より勉強している人を見るのがストレスだった。

大学受験では、父親の期待に応えるため医学部か薬学部しか選択肢がなかったが、唯一1年生で学部が決まっていない東京大学なら受験することが許された。そこで東京大学を目指し、机にかじりつくように勉強に励んだが、大学入試センター試験ではほぼ満点を取るものの、受験に失敗してしまった。
その後、予備校の先生の紹介で特待で寮に入り、1年浪人し、北里大学薬学部に入学した。
浪人中にインターネットラジオやニコニコ生放送に出会い、配信を始めた。

### 大学時代（配信者時代）
上京し、北里大学在学中は「りなりな」という名前でインターネットラジオやニコニコ生放送の配信者として活動していた。
自身の影響力を活かし、ファミリーマートの商品開発に関わる一方で、GREEのCMコンテストで優勝し賞金100万円を獲得したりするなど、個人の影響力を用いたビジネス展開を行っていた。
ライブ配信で人気者になるためのツールとしての可能性を感じ、活動に没頭するうちに大学に行かなくなり、北里大学を退学した。
両親の説得により配信者としての活動を引退し、地元に戻り愛知県の大学の薬学部に入学した。
しかし、配信活動への情熱を抑えきれず、ニコニコ生放送の麻雀大会に出場したことで大学に通報され、無期停学処分を受けた。
当時はインターネットで顔を出すことが問題視されていた時代であり、この行動が問題となった。
無期停学が解除されるころ、配信者としての活動に対する強い思いが募り、大学を退学して家を出た。

### 株式会社ライバー設立とインフルエンサーマーケティングの活動時代
大学中退後、配信者として活動する傍ら、ガジェット通信の生主ブロマガ編集長や株式会社キュービストでの経験を積んだ。
ニコニコ生放送において、人気芸人が出演する番組よりも人気配信者が出演する番組の方が再生数が多かったことから、インターネットでは視聴者を集めるには人気配信者を起用した番組が有効であると確信した。この発見を受け、配信の第一線から退く決意をし、プロデューサーとしての活動を開始した。この過程で、「りなりな」から「本間すなお」へと改名をした。

批判や軽視を受けながらも月に約40本の番組を制作し、月収300万円を達成するまでに至った。
2015年8月　株式会社テクサ（現・株式会社ライバー）を設立し、インフルエンサーマーケティングのパイオニアとして様々な企業Chの運営、番組、動画制作を行った。インフルエンサーを起用した効果的なプロモーションと動画・ライブ配信広告を専門に、次世代のインターネットメディアを牽引していく役割を果たしていた。当時、クリエイター事務所はまだ前例がなく、批判を招く可能性が高い時代だったため、制作会社という立場を選択した。
次第に「本間すなお」という名前は使われなくなった。
2018年8月　コレコレ・もこう・ポケカメンら、YouTuber・配信者などが所属するクリエイター事務所を設立した。
2018年11月　株式会社テクサから株式会社ライバーへと社名を変更し、取締役会長 ファウンダーに就任した。ライバーへの期待の高まりやライブ配信市場の拡大を受け、ライバーが活躍する場をさらに広げ、新しいライブエンタテインメントのかたちを創るとともに、市場開拓・事業拡大していく。
2019年8月　『バズる動画・ライブ配信 確実に拡散するしくみ-インフルエンサーマーケティングの基本がわかる本』をダイヤモンド社より上梓した。インフルエンサーマーケティング初めてのビジネス書として書店に並ぶ。。
2021年10月　CEOセオ 佐藤俊介著書『2030年の教科書 今日から始めよう 能動アウトプット術』において各界で活躍するプロフェッショナル8名のうちの1人として寄稿。他の寄稿者には、俳優の山田孝之やタレントの田村淳などが名を連ねている。
YouTube・ライバー業界の先駆者として数々のメディアに出演し、キャスティング領域は3,000人以上、制作実績は1,000本以上に及んだ。
2022年2月　違法賭博への関与が指摘されたことを受け、取締役および会長職を辞任した。

### 株式会社ライバー辞任後の約１年半
2022年4月　株式会社飯田屋を設立し、渋谷道玄坂に本格大衆焼肉屋「飯田屋」をオープンした。
2022年5月　株式会社EGGを設立し、各種SNSの運用・コンテンツの制作幅広いインフルエンサーのキャスティング領域を駆使して企業のプロダクトやサービスの拡散をワンストップで行う。また、深田えいみをはじめとするタレントのプロデュースを行う。
2022年8月　夢だったお笑い芸人に転身し、「飯田パラダイス」という名前でウーマンラッシュアワーの中川パラダイスとコンビ組んだ。コンビ名は「パラダイス」。
「飯田パラダイス」という名前はRepezen FoxxのDJふぉいから名付けてもらった。
M-1グランプリ2023優勝を目指したが、2回戦で敗退した。
2022年10月　「BreakingDown」のオーディションに出場し、本戦への出場権をかけて闘った。また、Repezen Foxxの格闘技イベント「炎上万博」や、ヒカルの格闘技イベント「バトルミリオネア」に出場し相馬トランジスタや星野ロミと闘った。
2023年3月　ラッパーに挑戦し、Repezen Foxxのラップバトルイベント「炎上万博-斬-」に出場した。ラッパーのミメイや無欲とラップバトルを繰り広げた。
2023年9月　モデルに挑戦し、映像連動型ホール シンクロの「オナホ監督」に出演した。
2023年9月　ホストクラブ「愛本店」でホストに挑戦し、3日間で1,000万円を売り上げた。
Repezen FoxxのDJ社長・DJまる、チバニャン、中町JP、深田えいみ、桑田龍征、林尚弘など多くの著名人が来店した。
このホストイベントは自身の誕生日イベントに多くの芸能人を招いていたことに感銘を受けた校長マリモ（groupdandy COO）の提案で実現した。
その他にも運転代行サービス、コンセプトカフェ、AI開発、クリニック、といった4社の経営に携わり主要株主となっていた。
約1年半にわたり飲食店、お笑い芸人、格闘家、ラッパー、モデル、ホストといった多業種を経験し、改めてインフルエンサーと共創する経営者でありたいと思った。

### 株式会社これからミステリー設立（マーダーミステリー事業）
ヒカルに誘われて初めてマーダーミステリーを体験した際、その魅力に引き込まれ、ビジネスとしての可能性、また自身のノウハウとの相性を確信した。。マーダーミステリー事業を始めることを決意し、携わっていた6社からは手を引いた。
2023年12月　株式会社これからミステリーを設立した。
新会社の名前「これからミステリー」は、ヒカルと桑田龍征の3人がLINEのグループ名として使っていたものに由来している。
2024年1月　新事業発表イベント『飯田祐基 第二章 幕開け』を開催し、新会社「株式会社これからミステリー」の設立を発表した。
このイベントは完全招待制になっており、宮迫博之、ヒカル、ラファエル、ぷろたん、はあちゅうらのほかに、報道陣に加えてマーダーミステリー業界関係者、そしてインフルエンサーなど、計700名が会場に集まった。
その後、プレイ動画配信、マーダーミステリー専門店、舞台公演、パッケージ作品の販売、マーダーミステリー専門検索サイト『マダミスch』の提供を続々と開始した。
2024年12月　俳優としてマーダーミステリーの舞台『スターライドオーダー2』に出演した。
2025年3月　所有する株式会社EGGの上場企業（ログリー株式会社）への売却が完了し、M&Aが成立した。この売却により得た資金は、マーダーミステリー市場のさらなる発展に投資する。
2025年6月　マーダーミステリーが遊べるスマートフォン向けゲームアプリ『これミスアプリ』をApp StoreおよびGoogle Playで配信開始した。

## 人物
- YouTube鑑定士ミウラ会長Channelの営業が一番上手い人を決める「ロープレサバイバル」に出場し、総勢23名の中から優勝した。決勝では3万人の営業大会優勝者に見事勝利し、「営業の天才」と称された[37]。
- 幅広い人脈を持ち、友人が多い[38][33][39][40][23]。
- Repezen Foxxと親交が深く、Repezen FoxxのYouTube動画に度々出演していた[41]
- 現在はヒカルおよび桑田龍征と同居している[8]。過去にはチバニャンや野田草履と同居していたこともある[42]。
- LINEの友達人数が5000件に達しており、「港区のマドハンド」と言われていた[43]。
- 「女の子がいる場で話を盛り上げるのが天才的に上手い」とヒカルから評されている[44]。
- 「誤解されやすく、悪い噂が誇張されて流されやすいが、誰よりも考え誰よりも率先して行動するところは特に尊敬でき、また経営者として優秀さを感じる。言ってることは異次元だが、ワクワクさせる説得力がある」と従業員から評価されている[45]。
- 「漫画でいうとトリッキーなタイプでドラゴンクエストでいうとククールのような存在。ボス戦で急に力を発揮して、誰も勝てなかった敵を倒すタイプ。変な人だと思うこともあるが天才だと思うところもあり、色んなチャンネルで飛び道具として重宝される」とヒカルと桑田龍征は語っている[46]。
- 好きな食べ物はうな重[47]。
- ヒカルが兄のまえっさんを説教中の地獄のような空気を一瞬で笑いに変え、「あの空気を壊せる人は見たことがない」と言わせた[48]。

## 書籍

### 著書
- 『バズる動画・ライブ配信 確実に拡散するしくみ-インフルエンサーマーケティングの基本がわかる本』（ダイヤモンド社、2019年8月7日）　ISBN：9784478106198

### 関連書籍
- 『2030年の教科書 今日から始めよう 能動アウトプット術』CEOセオ 佐藤俊介著（2021年10月、光文社、ISBN 9784334952662）- 山田孝之ら8人の寄稿者のうちの1人

## 出演

### テレビ
- 『脱力タイムズ』（2021年2月26日、フジテレビ）

### 舞台
- Mystery Theater vol.2『スターライドオーダー2』（2024年12月28日、ブルースクエア四谷）[49]